# Bol·lard

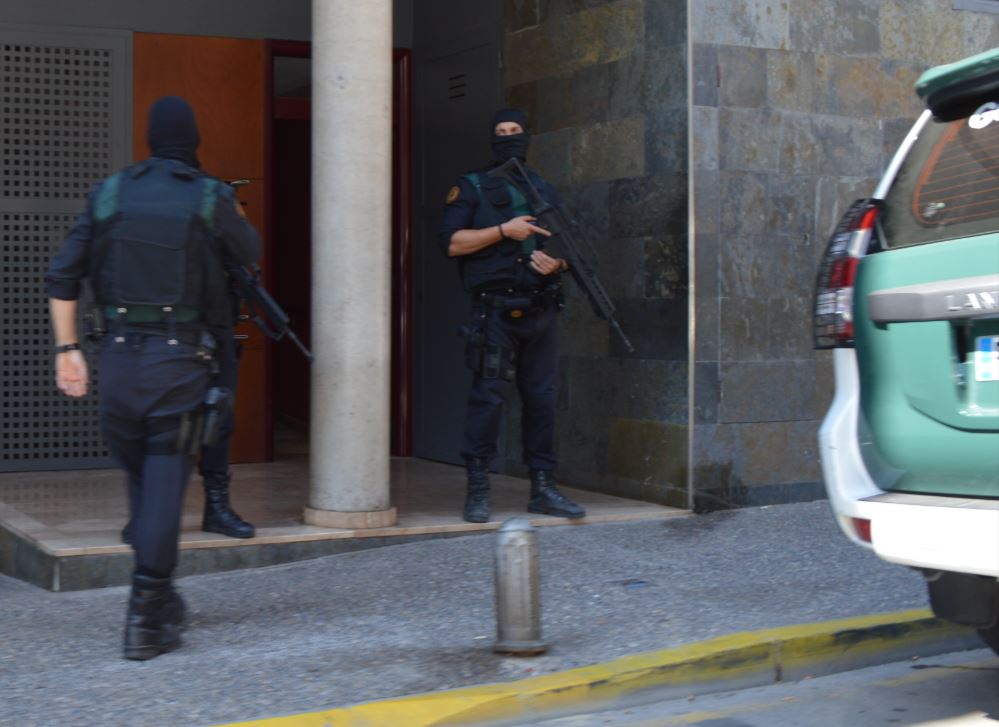
Bol·lard de protecció a la vorera

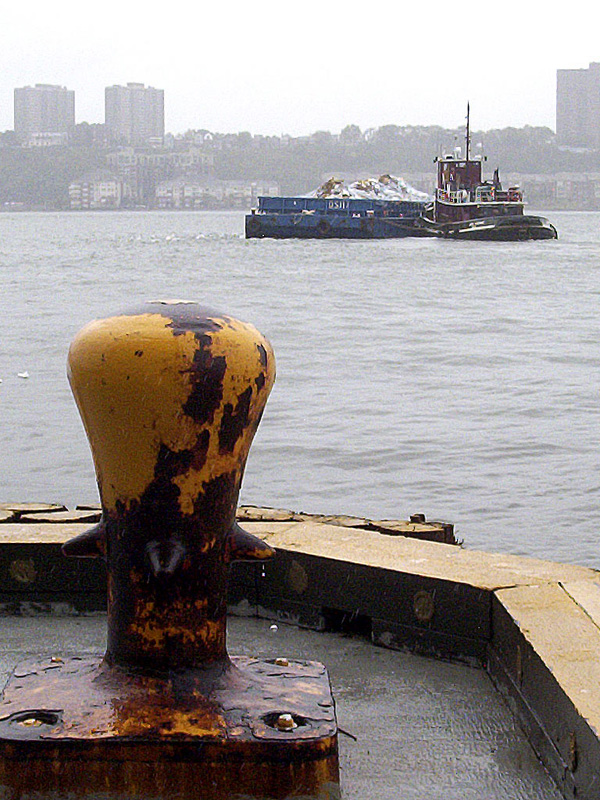
Els bol·lards d'amarratge, com aquest al riu Hudson, van ser el primer tipus de bol·lard. L'ús del terme s'ha ampliat des de llavors.

Un bol·lard, o piló, és un cos més o menys cilíndric de baixa altura, fabricat en pedra, alumini fos, acer inoxidable o ferro, depenent de la seva finalitat. El terme originalment es referia a un cos massís en un vaixell o moll utilitzat principalment per amarrar vaixells. Actualment també es refereix als objectes instal·lats per controlar el trànsit rodat o dissenyats per evitar que els vehicles d'automòbil xoquin contra vianants i estructures. En els darrers anys el bol·lard ha estat utilitzat efectivament evitant atacs vehiculars contra vianants.

## Tipus de bol·lards

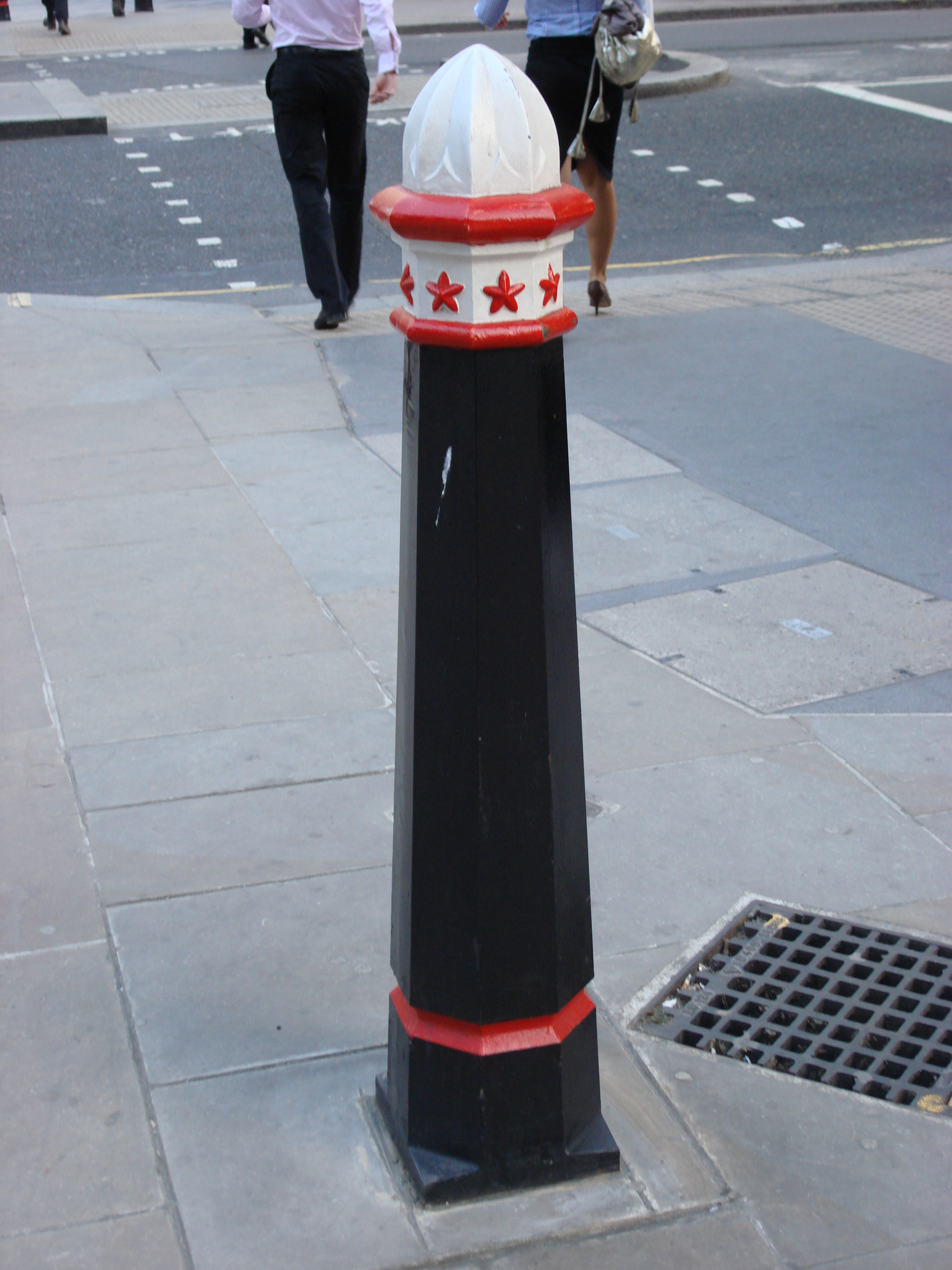
Bol·lard adornat als carrers de Londres

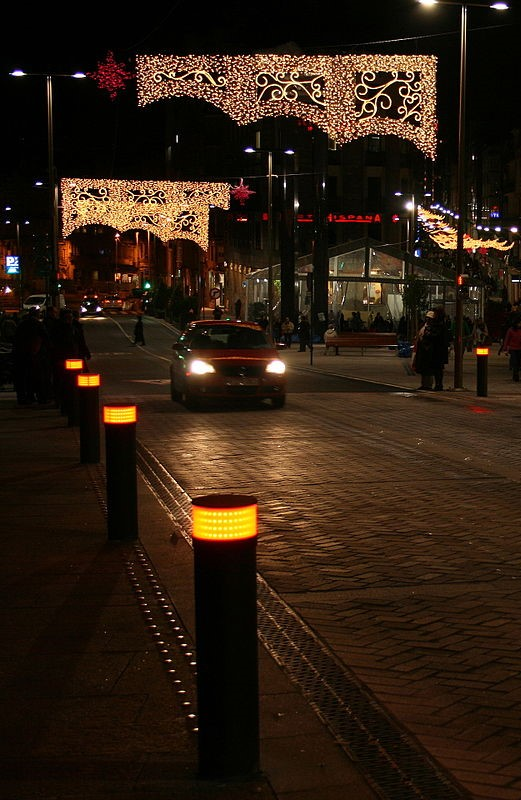
Nous bol·lards intel·ligents i il·luminats a la Porta del Sol a Vigo, Espanya

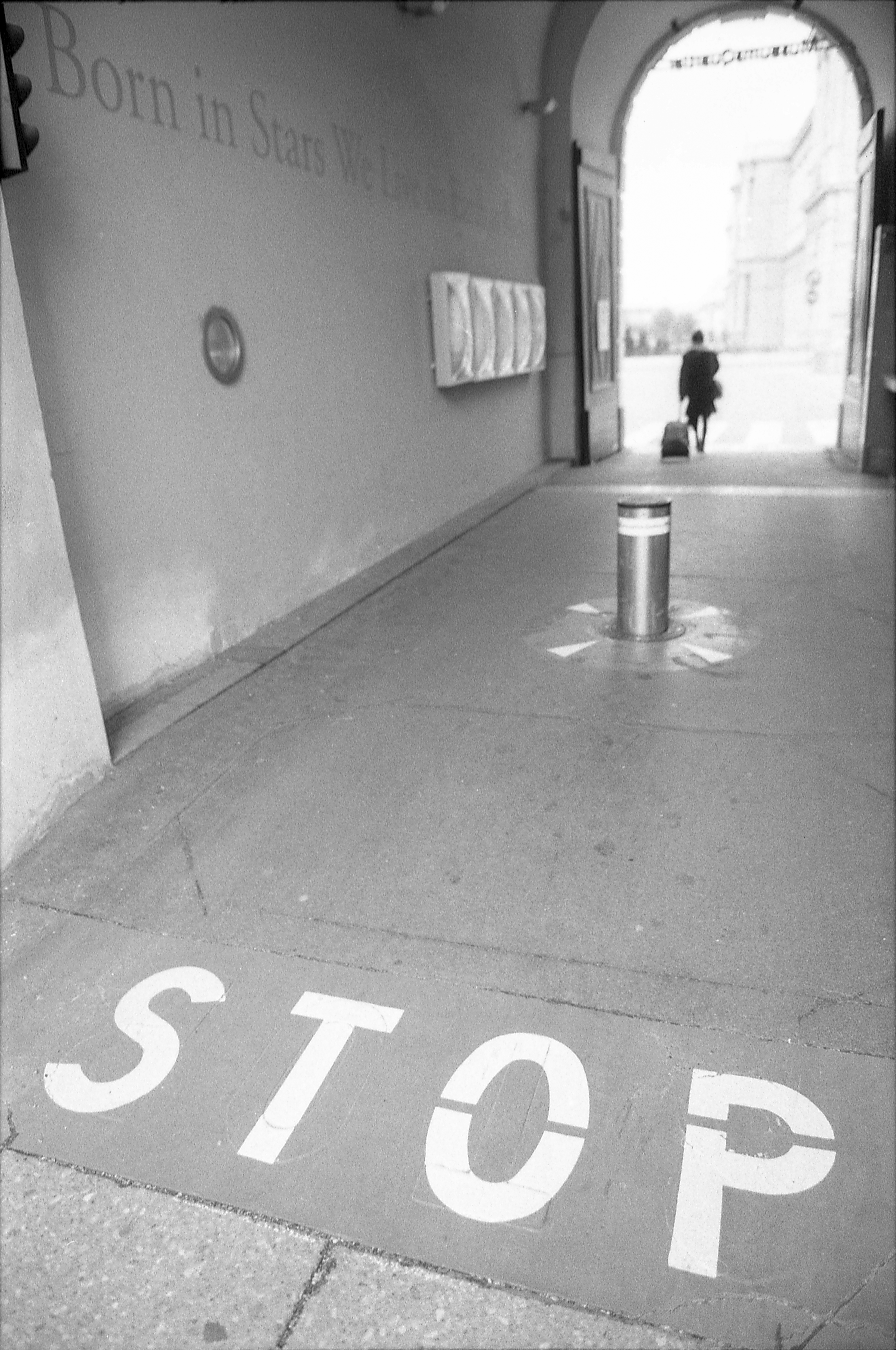
Museumsquartier de Viena.

En general s'ancora a terra per impedir el pas de vehicles a àrees de vianants. És part del mobiliari urbà i s'usa principalment en fileres per evitar que vehicles ocupin l'espai de vianants (voreres). Tot i que la tendència general és la de pensar que un bol·lard és el mateix que un pivot, experts en mobiliari urbà han aclarit en repetides ocasions que la diferència entre l'un i l'altre és el gruix, sent el primer més gruixut i baix i el segon més prim i llarg. Alguns comerços els instal·len davant dels seus aparadors a causa del perill de robatori per allunatge. El bol·lard no és recomanable com a control d'accés a colònies pel perill de col·lisió.
En l'actualitat, hi ha bol·lards mecànics que es retreuen automàticament dins del sòl. Existeixen també bol·lards amb funcions intel·ligents de control de trànsit i il·luminació, com els de la Porta del Sol a Vigo, Espanya.
Tipus de bol·lards metàl·lics
Fixos: fixació mitjançant encastament directe a terra.
Extraïbles: són bol·lards fixos, preparats per convertir-se en extraïbles afegint una base galvanitzada dissenyada per a aquest efecte.
Retràctils: poden amagar-se a terra i permetre així l'accés a la via.
Antiallunatge: especialment dissenyats per a la protecció de locals.

## Funció
La funció principal del bol·lard és evitar que els vehicles accedeixin o aparquin en zones on el tenen prohibit. Se solen instal·lar per protegir zones freqüentades per vianants o ciclistes. Els bol·lards es poden utilitzar per controlar la mida d'entrada de trànsit limitant els moviments o per controlar la velocitat del trànsit reduint l'espai disponible. L'Institut d'Investigació del Transport d'Israel va trobar que posar bol·lards als enllaços viaris per controlar el trànsit també va reduir els accidents.

## Crítica

### Avantatges
- És un mètode de baix cost inicial, baix manteniment i alta efectivitat, fàcilment instal·lat a gairebé qualsevol superfície de la ciutat.
- Protegeixen efectivament l'espai públic, les zones de vianants i el ciclisme d'invasió i abús per part de vehicles automotors.
- Afavoreix el trànsit als vianants en general i en major mesura a la gent gran, ja que regularment estan col·locats a nivell de carrer.
- Ha estat àmpliament utilitzat en grans ciutats de tot el món, cosa que dona pes als arguments que validen la seva idoneïtat.

### Desavantatges
- Actuar com a element extremadament rígid, atès que quan un motorista o ciclista xoca contra aquest, cau a terra. Augmentar la gravetat duna caiguda o causar la mort.[7]
- És possible aconseguir resultats per mitjà de multes o trucant a grues. Tanmateix, això comporta demores mentre les accions fan efecte, no eviten la invasió immediata de l'espai i generen alts costos en desviar recursos de Policia i altres organismes a controlar invasions a l'espai públic.
- Generar despeses de manteniment quan s'han de reposar a més del cost inicial.
- Igual que amb la barrera de seguretat, es qüestiona la seguretat d'aquests elements de mobiliari urbà.
- Poden provocar caigudes..

## Pilons singulars
En algunes ciutats els pilons tenen una forma peculiar, o estan decorats de forma artística:

### Sant Sadurní d'Anoia
Als carrers de Sant Sadurní d'Anoia, capital del cava, hi ha nombrosos pilons en forma de tap de cava, i l'any 2017 s'hi van col·locar un centenar en forma d'ampolla de cava.

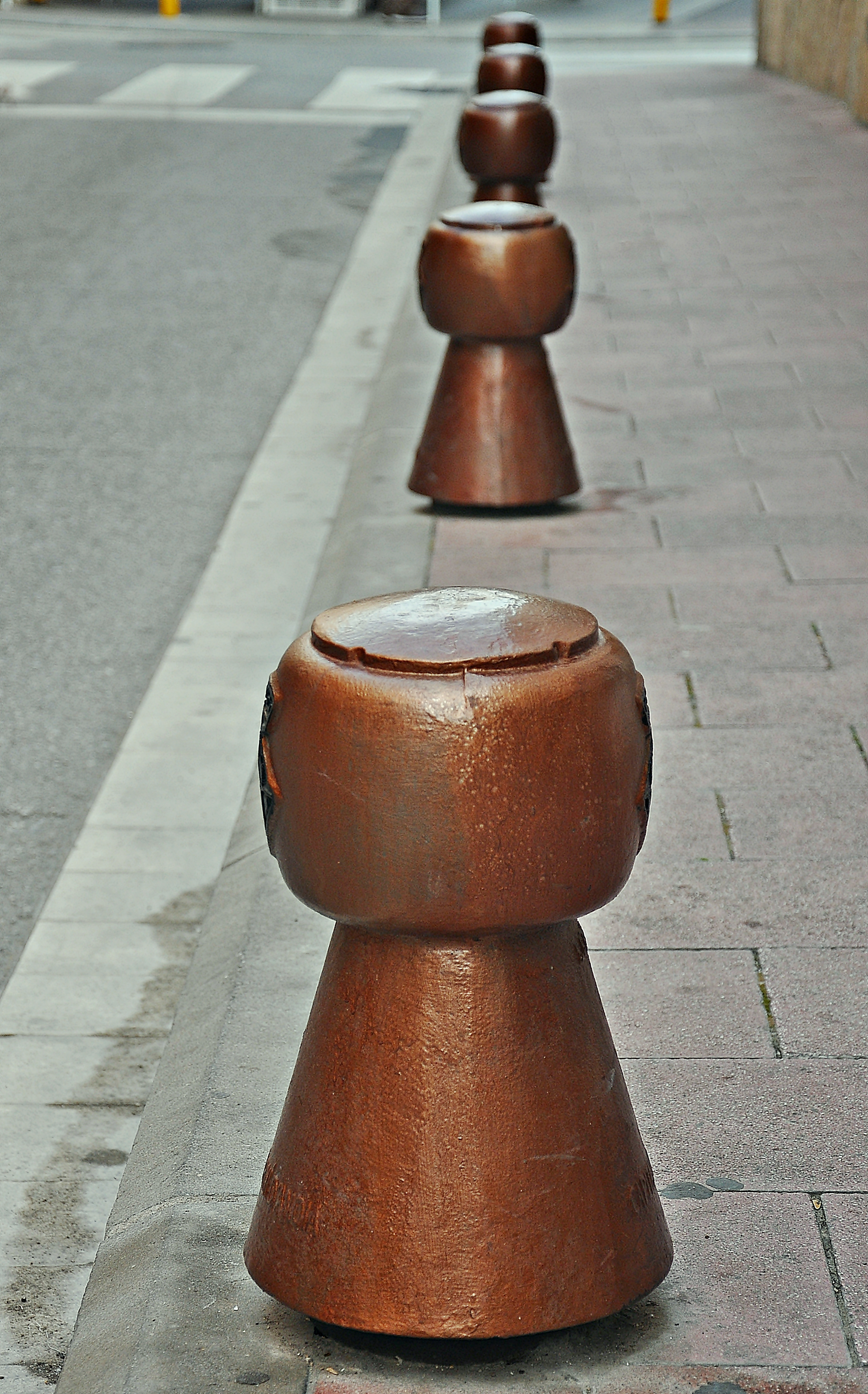
Pilons en forma de tap de cava a Sant Sadurní d'Anoia
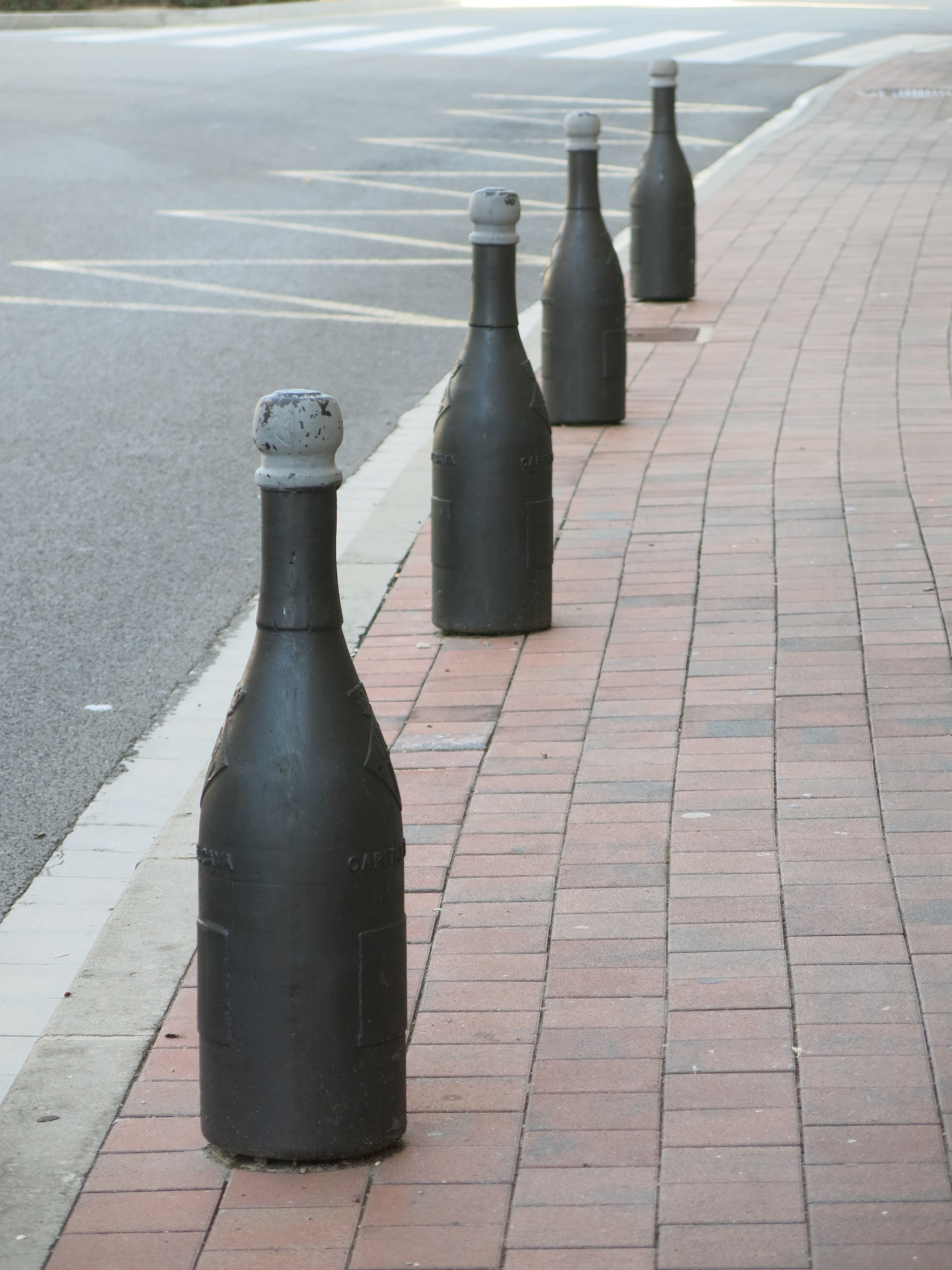
Pilons en forma d'ampolla de cava a Sant Sadurní d'Anoia

### Tarragona
El carrer Comte, de la ciutat de Tarragona, s'anomena popularment el carrer de les Pilones, o Pilon's Street, pel fet que la quarantena de pilons que s'hi van col·locar l'any 2003 per a evitar l'estacionament de vehicles, van ser pintats pels veïns, i amb els anys van organitzar la International Pilon's Parade, on cada any artistes locals pinten de colors cadascun dels pilons, tret del millor de l'any anterior, que és indultat.

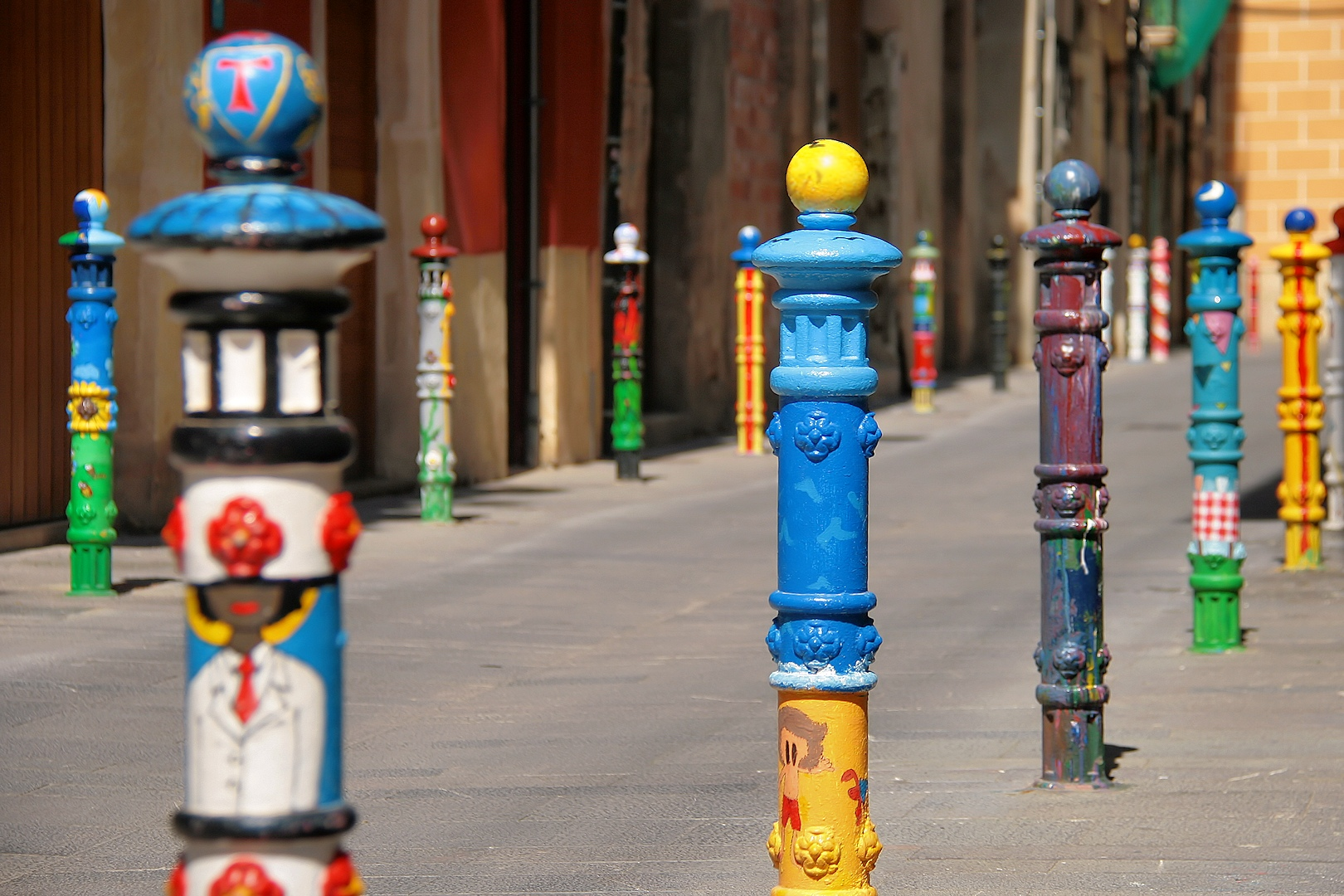
Pilons acolorits al carrer Comte de Tarragona

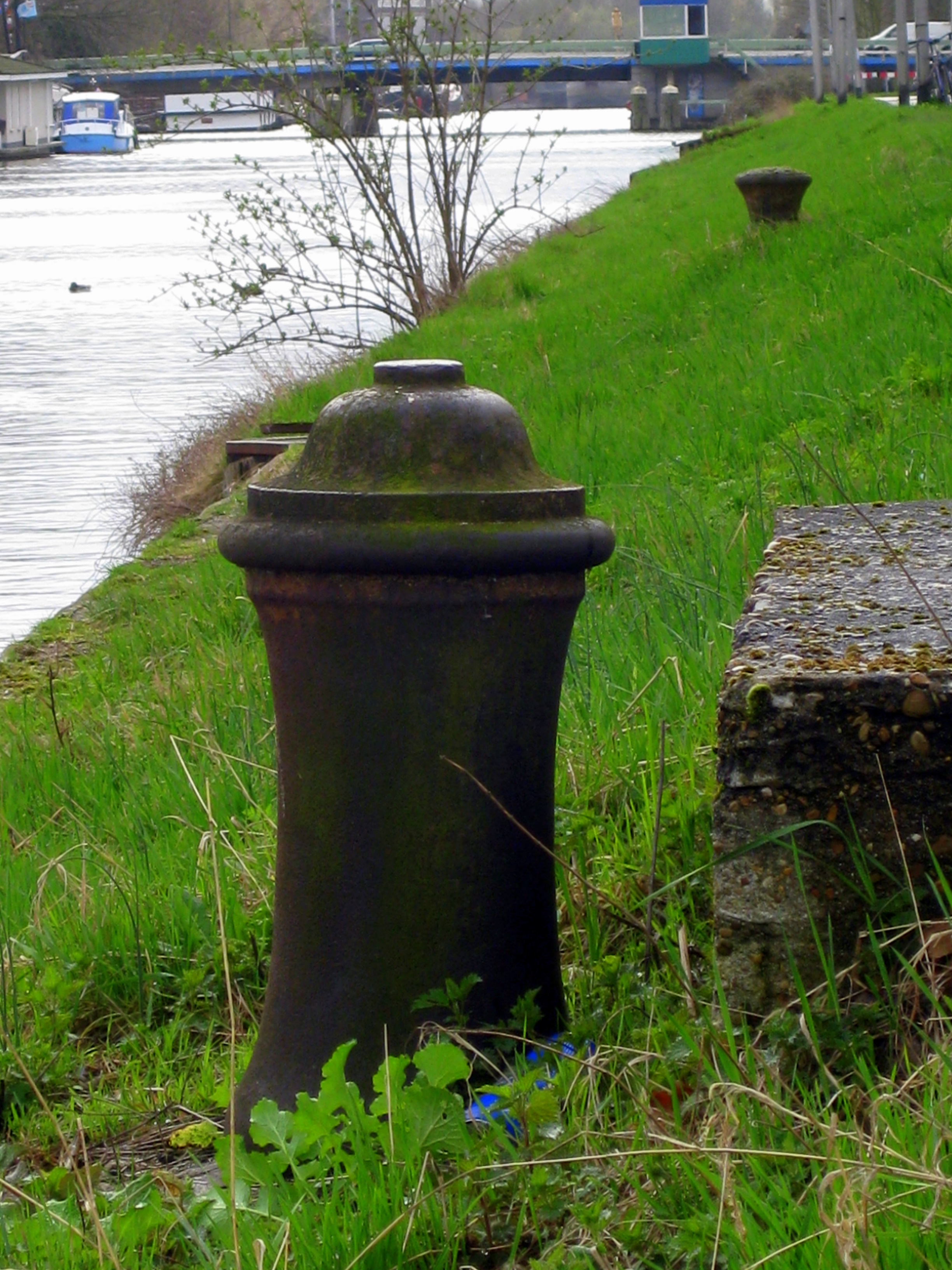
Al Merwede-Canal, Utrecht, Països Baixos hi ha bol·lards fets amb canons.

## Bol·lard nàutic
En l'argot mariner, el terme bol·lard s'utilitza per fer referència a un tipus concret d'element d'amarratge en terra que permet fixar l'embarcació, conegut també com norai.
A la majoria de països, en el context nàutic en què s'origina el terme, un bol·lard és un cos cilíndric de fusta o de ferro que es troba com a coberta d'un vaixell o vaixell, i que s'utilitza per subjectar cordes per al remolc, l'amarratge i altres finalitats; o el seu homòleg a terra, un un cos cilíndric curt de fusta, ferro o pedra en un moll en el qual s'hi poden amarrar les embarcacions. El Sailor's Word-Book de 1867 defineix una bol·lard en un context més específic com "una peça de fusta gruixuda a un balener, al voltant de la qual l'arponer dona un gir a la corda, per tal de virar-la de manera constant i comprovar la velocitat de l'animal". Els bol·lard dels vaixells, també es poden anomenar "norais".